# Tales of Magic and Mystery

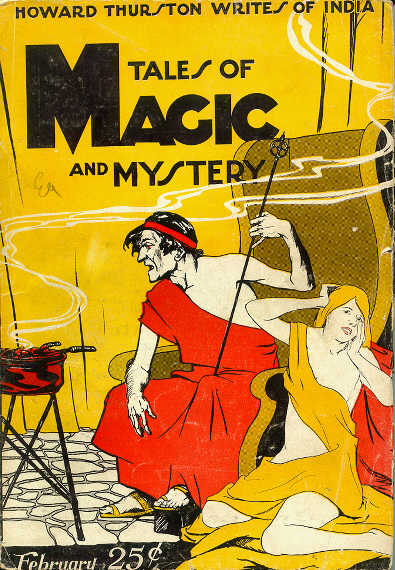
Capa da edição de fevereiro de 1928

Tales of Magic and Mystery foi uma revista popular que publicou cinco edições mensais de dezembro de 1927 a abril de 1928. Foi editado por Walter Gibson, e publicou uma mistura de ficção e artigos sobre magia. Hoje é lembrado principalmente por ter publicado uma história de H. P. Lovecraft.

## História de publicação
Tales of Magic and Mystery foi publicado pela Personal Arts, que pertencia à International Correspondence Schools (ICS). Em 1927, o ICS teve sucesso com uma correspondência intitulada Secrets of the Ages. Bill Kofoed e Walter Gibson sugeriram uma revista para atrair o mesmo público da correspondência, e a Haddon Press, também propriedade da ICS, forneceu estimativas de custos que pareciam muito positivas. Kofoed verificou os números com a Haddon Press e se convenceu de que eram precisos, e a revista foi lançada em dezembro daquele ano, com Gibson como editor.
Os colaboradores incluíram HP Lovecraft, com Cool Air, e Frank Owen, com três histórias: The Yellow Pool, The Black Well of Wadi e The Lure of the Shriveled Hand. Uma história de Miriam Allen deFord, Ghostly Hands, também apareceu, embora mais tarde tenha ficado claro que ela havia sido impressa sem permissão ou pagamento. Gibson lembrou mais tarde que o Kofoed obteve algumas das submissões de histórias submetidas ao Brief Stories, que Kofoed editou; o historiador de ficção científica Mike Ashley sugere que Gibson pode não estar totalmente ciente de como as inscrições foram obtidas e acredita que é possível que alguns dos outros materiais impressos também não tenham sido pagos.
A revista é agora extremamente rara e tornou-se um item de colecionador devido à ligação com HP Lovecraft. A maior parte dos contos de Lovecraft apareceu em Weird Tales, e é possível que ele tenha se inscrito para Tales of Magic and Mystery por causa de seu interesse em Harry Houdini - ele havia escrito uma história para Houdini alguns anos antes, e Gibson era um amigo de Houdini. Além de ficção, a revista publicou artigos sobre magia, todos escritos por Gibson, alguns sob pseudônimos. Os artigos incluíam um sobre captura de balas (ilustrado por Earle K. Bergey), um sobre pessoas misteriosas e uma série sobre Houdini. No geral, a revista focou mais na magia do que na ficção, mas as histórias escolhidas eram legíveis. O gênero de ficção estranha e oculta foi dominado por Weird Tales nos anos anteriores à Segunda Guerra Mundial; Tales of Magic and Mystery e Ghost Stories foram as únicas duas revistas que tentaram rivalizar com Weird Tales nos anos anteriores a 1931, quando Strange Tales apareceu.
Após a quinta edição, tornou-se evidente que a razão pela qual as estimativas de custos pareciam tão fortes era que a Haddon Press se tinha esquecido de incluir o custo do papel. Isso deixou claro que a revista estava perdendo dinheiro rapidamente e Tales of Magic and Mystery foi imediatamente encerrada. Alguns dos manuscritos em inventário na época em que a revista foi fechada podem ter sido impressos em True Strange Stories, outra revista de curta duração que Gibson editou no ano seguinte.

## Detalhes bibliográficos
| | jan | fev | mar | abr | mai | jun | jul | ago | set | out | nov | dez |
| --- | --- | --- | --- | --- | --- | --- | --- | --- | --- | --- | --- | --- |
| 1927 |     |     |     |     |     |     |     |     |     |     |     | 1/1 |
| 1928 | 1/2 | 1/3 | 1/4 | 1/5 |     |     |     |     |     |     |     |     |
| Edições de Tales of Magic and Mystery de 1927 a 1928, mostrando volume e números emitidos. Walter Gibson foi o editor o tempo todo. |     |     |     |     |     |     |     |     |     |     |     |     |

Walter B. Gibson foi o editor de todas as cinco edições de Tales of Magic and Mystery, que permaneceram em formato pulp grampeado em sela durante toda a sua tiragem. Custava 25 centavos e cada edição tinha 64 páginas.
Em 2004, a Wildside Press lançou uma edição fac-símile da edição de fevereiro de 1928, e em 2013, a Adventure House lançou um fac-símile da edição de março de 1928.